# Presto Pouco
"Presto Pouco" é uma canção da dupla sertaneja João Neto & Frederico, lançada oficialmente 7 de janeiro de 2015. A canção faz parte do álbum Ao Vivo em Vitória, sendo o quarto single do álbum. A canção chegou a alcançar o topo da Billboard Brasil.

## Composição
Composta por Gabriel Agra, Juliano Tchula e Marília Mendonça, "Presto Pouco" fala sobre um rapaz que não resiste a uma boa noitada. Inclusive, em determinado momento, a música ganha uma batida de funk carioca, aumentando ainda mais o clima de balada.

## Lista de faixas
| Download digital no iTunes |                |         |  |
| N.º                        | Título         | Duração |  |
| 1.                         | "Presto Pouco" | 2:53    |  |

## Desempenho nas paradas
| Parada (2015)                      | Melhor posição |
| ---------------------------------- | -------------- |
| Brasil (Billboard Hot 100 Airplay) | 1              |